# Nižná Rybnica
Nižná Rybnica é um município da Eslováquia, situado no distrito de Sobrance, na região de Košice. Tem 9 km² de área e sua população em 2018 foi estimada em 420 habitantes.

## Demografia
| Ano:        | 1994 | 2004    | 2014   | 2024   |
| ----------- | ---- | ------- | ------ | ------ |
| Broj ljudi: | 355  | 410     | 421    | 419    |
| Razlika:    |      | +15,49% | +2,68% | -0,47% |

| Ano:               | 2023 | 2024   |
| ------------------ | ---- | ------ |
| Número de pessoas: | 416  | 419    |
| Diferença:         |      | +0,72% |